# Chris Leonard
Chris Leonard (nascido Christopher William Leonard em 13 de Março de 1979 em Londres, Inglaterra), é um músico britânico, e foi guitarrista e backing vocal da banda de pop punk britânica Son of Dork.
Participa do CD de estréia de Matt Willis Don't Let It Go to Waste.

## Trabalhos
Chris trabalhou, gravou, excursionou e tocou com artistas como Mark Owen, Paolo Nutini, Delta Goodrem, Scratch, Busted, Brian McFadden, Ross Copperman, David Sneddon e All Saints.

## Composições
Além de escrever com o Son of Dork, Chris co-escreveu canções para artistas como, Matt Willis, Paolo Nutini, David Gest, Ross Copperman, Delta Goodrem e mais recentemente Brian McFadden.

## Bandas
Chris tem trabalhado em muitas bandas, "The Starlings", "Little Giants", "Kudor 8", "Stamford amp" e "Speedway".
Em 2005, Chris participou de uma banda de pop punk britânica com a ex-estrela do Busted James Bourne.
Foram chamados de Son of Dork e lançaram hits como "Welcome to Loserville" e "Eddie's Song".
Fizeram vários shows ao ar livre em torno do Reino Unido e até mesmo no "Sic Tour".
Em outubro de 2007 Chris Leonard deixou a banda Son of Dork:
"Eu deixei, mas para ser honesto, não havia, realmente, nada eu para sair. A banda não fez absolutamente nada para isso, evidentemente, eu não estava preparado para sentar no sofá e não fazer nada durante o dia todo, quando há tanta outras coisas que podem ser feitas e eu estou trabalhando fazendo novas músicas."